# Opus IV
Opus IV è il terzo album in studio del gruppo musicale Abigor, pubblicato il 1996 dalla Napalm Records. 

## Tracce
1. "Crimson Horizons and Ashen Skies" - 6:06
2. "Eerie Constellation" - 5:35
3. "Mirages for the Eyes of the Blind" - 5:37
4. "A Breath from Worlds Beyond" - 4:53
5. "The Elder God (My Dragon Magic)" - 6:42
6. "Dimensions of Thy Unforgotten Sins/Part 1" - 4:11
7. "Dimensions of Thy Unforgotten Sins/Part 2" - 4:27
8. "Spektrale Schattenlichter" - 4:55

## Formazione
- Silenius - voce
- Peter Kubik - chitarra, tastiere
- Thomas Tannenberger - batteria, chitarra, tastiere